# Zblutowo
Zblutowo [zbluˈtɔvɔ] est un village polonais de la gmina de Mońki dans le powiat de Mońki et dans la voïvodie de Podlachie. Il se situe à environ 3 kilomètres au nord-ouest de Mońki et à 42 kilomètres au nord-ouest de Białystok. 